# Cọ khiết
Cọ khiết (danh pháp hai phần: Dalbergia hupeana) là một loài thực vật có hoa trong họ Đậu. Loài này được Hance miêu tả khoa học đầu tiên.

## Hình ảnh

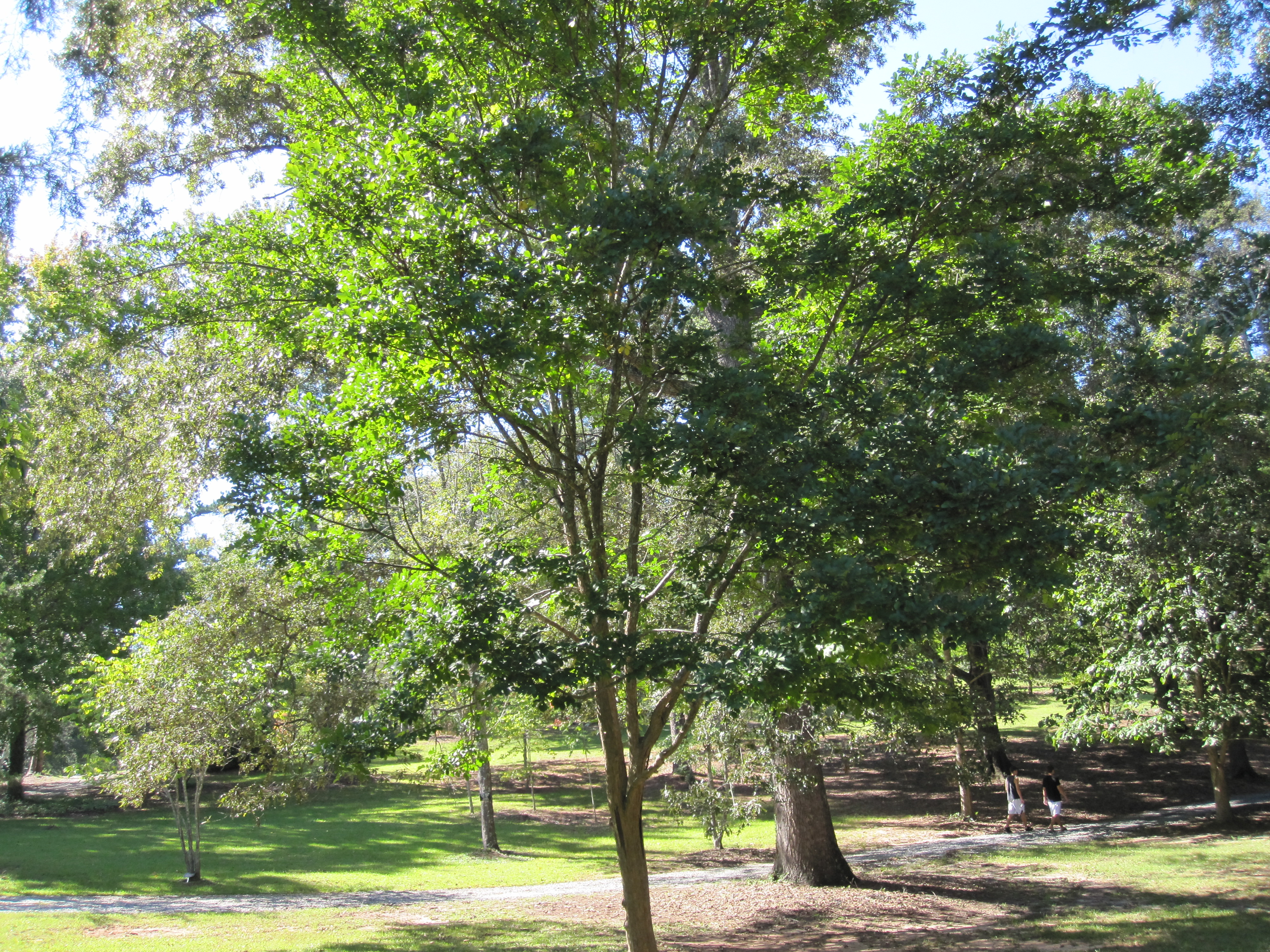